# Osłomej
Osłomej (mac. Осломеј, alb. Osllomeji) – wieś w Macedonii Północnej oraz ośrodek administracyjny gminy Osłomej.